# سيرجيو زافولي
سيرجيو زافولي (1923 - 2020)، هو صحفي، كاتب وسياسي إيطالي، شغل منصب رئيس شبكة راي (راديو تلفزيون إيطاليا) من 1980 إلى 1986، وينتمي إلى الحزب الاشتراكي الإيطالي. هو من مواليد يوم 21 سبتمبر 1923 في رافينا. وتوفي يوم 5 أغسطس 2020 عن عمر 97 عام.

## من مؤلفاته
عام 1981 نشر كتابه الأول "Socialista di Dio".